# キオビヤドクガエル
キオビヤドクガエル（黄帯矢毒蛙、Dendrobates leucomelas）は、ヤドクガエル科ヤドクガエル属に分類されるカエル。

## 分布
ガイアナ、コロンビア東部、ブラジル北部、ベネズエラ

## 形態
体長3-3.8cm。黒い体色に黄色い横帯が入ることが和名や英名（Yellow-banded=黄色い横帯のある）。また黄色い横帯の中に黒い斑点が密集する個体もいる。腹面は黒い。種小名leucomelasは「白黒の」の意。
指趾の先端には吸盤が発達する。

## 生態
標高80-500mの熱帯雨林等に生息する。地表棲。ヤドクガエル属内で唯一乾季に休眠する。
食性は動物食で、小型昆虫類や節足動物等を食べる。
繁殖形態は卵生。落ち葉の下等に8-9個の卵を生む。卵は10-14日で孵化する。孵化した幼生はオスが1頭ずつ背中に乗せて水場へ運ぶ。幼生は70-90日で変態し、幼体になる。

## 人間との関係
ペットとして飼育されることもあり、日本にも輸入されている。モルフにもよるが属内でも流通量は多く、主に飼育下繁殖個体が流通する。主に飼育下繁殖個体が多く流通していること、他種に比べて高温や乾燥に対する耐性が強く性質も物怖じしないことなどからヤドクガエル飼育の入門種として紹介されることもある。テラリウムで飼育される。生体に対して大型のケージで飼育するのが望ましい。ケージにはヤシガラ土や腐葉土等の保湿力があり潜りやすい床材を敷く。極度の蒸れに弱いため、蓋やケージの側面を金網等にして通気性を確保する。枝や流木、観葉植物等を組んで活動場所や隠れ家にする。極度の高温や低温には弱いため、夏季にはケージを風通しの良い場所に置いたり冷房器具を使用する。逆に冬季には暖房器具を使用したり、ケージを温室に収納する。昼夜の差をつけたりケージ内の観葉植物のため、鑑賞魚用や爬虫類用の紫外線の少ない蛍光灯を点灯する。餌は初令のコオロギやショウジョウバエ等を餌容器に入れるかケージ内に直接入れて与える。餌に対しては事前にサプリメントを振りかけて栄養価を上げる。長期飼育された個体や飼育下繁殖個体は毒性はないとされるが、念のため素手で生体を直接触れることは避ける。もし素手で触れてしまった場合は、すぐに手を洗うようにする。